# Дадмэн, Ник
Ник Да́дмэн (Ник Да́дмен, англ. Nick Dudman; род. 30 апреля 1958) — британский гримёр, специалист по спецэффектам, анимации и визуальным эффектам.
«Я художник по гриму, моя работа включает всё: от наклеивания кому-то ушей, до превращения резинового монстра в куклу.»

## Карьера
Окончил колледж искусств и продюсерские курсы в области кино и телевидения. Однако учёба оказалась не тем, что было ему по-настоящему интересно, поскольку он сразу решил заниматься спецэффектами. На свой страх и риск он вставил свои несуществующие навыки в создании спецэффектов в резюме и тем самым нашёл свою первую работу.
Он был занят более чем в 50 фильмах, снялся в трёх телефильмах, посвящённых тайнам их создания: «Гарри Поттер — Позади волшебства» («Harry Potter': Behind the Magic»), 2005, «Начало: Создание Эпизода I» («The Beginning: Making Episode I»), 2001, «Виллоу: Создание Приключений» («Willow: The Making of an Adventure»), 1988.
Ник Дадмэн вошёл в киноиндустрию в 1979 году, когда он работал в качестве стажера у легендарного британского гримера Стюарта Фриборна (Stuart Freeborn) во время создания фильма «Звёздные войны. Эпизод V: Империя наносит ответный удар». В этом фильме они вдвоем создали первую куклу — Йода. На протяжении почти четырёх лет Дадмэн оставался с Фриборном, постигая все азы профессии. Вместе они работали над фильмами «Супермен 2», «Совершенно секретно» и «Звёздные войны. Эпизод VI: Возвращение джедая».
Затем Дадмэна пригласил американской гример Дик Смит быть его ассистентом на фильме «Голод», где он помог состарить Дэвида Боуи более чем на 100 лет и создать много «кровавых спецэффектов». Также он возглавил деятельность группы английских гримёров на фильме «Легенда». Работал над фильмами режиссёра Нила Джордана «Мона Лиза», «Высшие духи», «Чудо» и «Интервью с вампиром».
В 1995 году Ник Дадмэн возглавил группу специалистов, состоящую из 55 человек, для работы над фильмом Люка Бессона «Пятый элемент».
В 1997 году Дадмэн вернулся к Джорджу Лукуасу и во главе большой команды работал над созданием героев фильма «Звёздные войны. Эпизод I: Скрытая угроза». Более чем через 10 лет произошла его трогательная встреча с куклой Йодой. К счастью, многие ранее изготовленные куклы были найдены, и, несмотря на новое время и новые компьютерные приемы, они очень помогли в работе над фильмом. Его группе надо было «дать жизнь» гигантскому количеству инопланетян всевозможных форм и видов, придав им абсолютно реальные черты. Разработка персонажа начиналась с карандашных набросков, которые потом уходили на утверждение Джоджа Лукаса. После принималось решение, как технически создавать того или иного героя: используя компьютер или с помощью традиционной анимации, протезирования или кукол. Ник Дадмэн — «традиционалист», ученик Стюарта Фриборна с пониманием отнесся к возможностям компьютера, прекрасно разделяя работу между виртуальной машиной и руками мастера. И, несмотря на возрастающую мощь компьютерных возможностей, традиционные технологии по-прежнему используются для создания спецэффектов. В сохранении этих традиций немалая роль принадлежит Нику Дадмэну.
Когда продюсеры «Поттерианы» приступили к созданию своего сериала, то они призвали к себе на помощь «старую гвардию» создателей фильмов Джорджа Лукаса, «ветеранов» «Звёздных войн», среди них, естественно был и остается Ник Дадмен. Так для фильма «Гарри Поттер и Кубок огня» он изготовил дракона — Венгерскую хвосторогу и гиппогрифа. Для фильма «Гарри Поттер и узник Азкабана» Ник Дадмэн почти год разрабатывал модели грифонов, которые ожили и полетели благодаря специалистам по компьютерной графике.
В 2006 году, а также в 2005, 2003 и 2004 годах он был номинирован на кинопремию «Сатурн» («Saturn Award» — американская кинопремия, вручаемая Академией научной фантастики, фэнтези и фильмов ужасов — Academy of Science Fiction, Fantasy & Horror Films) в номинации «Лучший грим» и на Премию Британской Академии Кино и Телевидения за все четыре вышедшие на экран фильма о Гарри Поттере.
Стоит также упомянуть работу Ника Дадмэна с режиссёром Стивеном Соммерсом над его двумя фильмами «Мумия» и «Мумия возвращается». По «доброй традиции» Дадмэн был номинирован в номинации «Лучший грим» за оба фильма на кинопремию «Сатурн», но в чём-то традиция была все-таки нарушена, так как в 2000 году он выиграл номинацию «Лучший грим» за фильм «Мумия». Впервые же Ник Дадмэн был номинирован на эту премию в номинации «Лучший грим» в 1991 году за фильм «Бэтмэн» режиссёра Тима Бёртона. Благодаря стараниям Дадмэна Джек Николсон был превращён в зловещего и притягательного Джокера. За эту же работу Дадмэн впервые в своей карьере в 1990 году номинируется на премию Британской Академии Кино и Телевидения. А выигрывает он эту премию в 1998 году за работу над фильмом Люка Бессона «Пятый элемент» в номинации «Лучшие спецэффекты» («Best Special Effects»).
Среди последних его работ фильм «Беовульф и Грендель». Ник Дадмэн помог, по желанию создателей фильма, минимизировать использование компьютерных технологий, использовать, в основном, традиционные методы грима. Тем более, что сам Дадмэн увлекся образом Грендель.
У Дадмэна есть собственная компания («Pigs Might Fly») по продаже разработанного им протезного материала (Dermplast), который позволяет создавать впечатляющие эффекты по старению героев.
Дадмэн принимает участие в профессиональных выставках визажистов, он хороший, интересный докладчик с чувством юмора.
У Ника Дадмэна собственный дом, переделанный из старого трактира, в Кендале (Kendal), Англия, жена (Sue), по профессии она кинотехник, сын Джек (Jack) и дочь Холли (Holly).

## Фильмография
- 1980 — Супермен 2
- 1980 — Звёздные войны. Эпизод V: Империя наносит ответный удар
- 1981 — Убийца дракона
- 1981 — Змеиный яд
- 1983 — Голод
- 1983 — Звёздные войны. Эпизод VI: Возвращение джедая
- 1983 — Крулл
- 1983 — Почётный консул
- 1984 — Совершенно секретно!
- 1984 — Супердевушка
- 1985 — Легенда
- 1985 — Молодой Шерлок Холмс
- 1986 — Мона Лиза
- 1986 — Лабиринт
- 1987 — Сицилиец
- 1988 — Уиллоу
- 1988 — Высшие духи
- 1989 — Индиана Джонс и последний крестовый поход
- 1989 — Бэтмен
- 1990 — Франкенштейн освобождённый
- 1991 — Чудо
- 1991 — Кровавый круцифер (ТВ)
- 1992 — Чужой 3
- 1992 — Последний из могикан
- 1993 — Живые
- 1994 — Интервью с вампиром: Хроника жизни вампира
- 1995 — Судья Дредд
- 1997 — Белоснежка: Страшная сказка (ТВ)
- 1999 — Мумия
- 1999 — Звёздные войны. Эпизод I: Скрытая угроза
- 2001 — Мумия возвращается
- 2001 — Гарри Поттер и философский камень
- 2002 — Звёздные войны. Эпизод II: Атака клонов
- 2002 — Гарри Поттер и Тайная комната
- 2004 — Гарри Поттер и узник Азкабана
- 2005 — Бэтмен: Начало
- 2005 — Беовульф и Грендель
- 2005 — Гарри Поттер и Кубок огня
- 2007 — Гарри Поттер и Орден Феникса
- 2009 — Гарри Поттер и Принц-полукровка
- 2010 — Гарри Поттер и Дары Смерти: часть 1
- 2011 — Гарри Поттер и Дары Смерти: часть 2

## Награды и номинации
| Категория                             | Год     | Фильм                                      | Итог      |
| «Оскар»                               | «Оскар» | «Оскар»                                    | «Оскар»   |
| ------------------------------------- | ------- | ------------------------------------------ | --------- |
| Лучший грим                           | 2012    | • Гарри Поттер и Дары Смерти: часть 2      | Номинация |
| BAFTA                                 |         |                                            |           |
| Лучший грим                           | 1990    | • Бэтмен                                   | Номинация |
| Лучшие спецэффекты                    | 1998    | • Пятый элемент                            | Награда   |
| Лучший грим                           | 2002    | • Гарри Поттер и философский камень        | Номинация |
| Лучшие специальные визуальные эффекты | 2003    | • Гарри Поттер и Тайная комната            | Номинация |
| Лучший грим                           | 2005    | • Гарри Поттер и узник Азкабана            | Номинация |
| Лучший грим                           | 2006    | • Гарри Поттер и Кубок огня                | Номинация |
| Лучший грим                           | 2011    | • Гарри Поттер и Дары Смерти: часть 1      | Номинация |
| «Сатурн»                              |         |                                            |           |
| Лучший грим                           | 1991    | • Бэтмен                                   | Номинация |
| Лучший грим                           | 1996    | • Судья Дредд                              | Номинация |
| Лучший грим                           | 2000    | • Мумия                                    | Награда   |
| Лучший грим                           | 2000    | • Звёздные войны. Эпизод I: Скрытая угроза | Номинация |
| Лучший грим                           | 2002    | • Мумия возвращается                       | Номинация |
| Лучший грим                           | 2002    | • Гарри Поттер и философский камень        | Номинация |
| Лучший грим                           | 2003    | • Гарри Поттер и Тайная комната            | Номинация |
| Лучший грим                           | 2005    | • Гарри Поттер и узник Азкабана            | Номинация |
| Лучший грим                           | 2006    | • Гарри Поттер и Кубок огня                | Номинация |
| Лучший грим                           | 2008    | • Гарри Поттер и Орден Феникса             | Номинация |
| Лучший грим                           | 2011    | • Гарри Поттер и Дары Смерти: часть 1      | Номинация |
| Лучший грим                           | 2012    | • Гарри Поттер и Дары Смерти: часть 2      | Номинация |
| «Джини»                               |         |                                            |           |
| Специальный приз за лучший грим       | 2007    | • Беовульф и Грендель                      | Награда   |
| Phoenix Film Critics Society Awards   |         |                                            |           |
| Лучший грим                           | 2003    | • Гарри Поттер и Тайная комната            | Номинация |